# Koog Bloemwijk vasútállomás
Koog Bloemwijk vasútállomás vasútállomás Hollandiában, Zaanstad községben, Koog aan de Zaan településen.

## Vasútvonalak
Az állomást az alábbi vasútvonalak érintik:
- Nieuwediep–Amsterdam-vasútvonal

## Kapcsolódó állomások
A vasútállomáshoz az alábbi állomások vannak a legközelebb:
- Koog-Zaandijk vasútállomás
- Zaandam vasútállomás